# Combate naval de Valparaíso (1814)

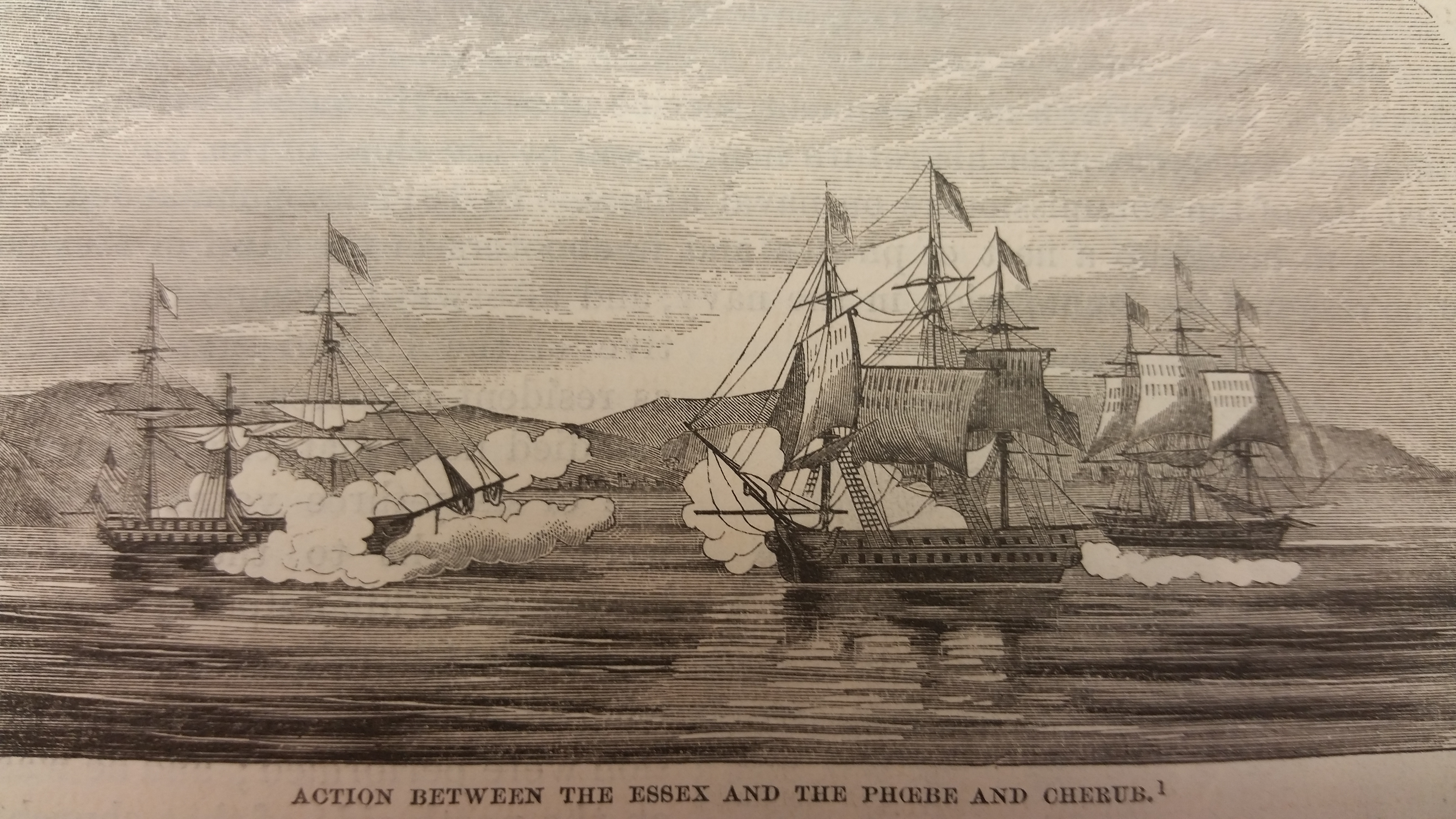
Combate naval de Valparaíso de 1814

El Combate naval de Valparaíso de 1814 ocurrió en el marco de la guerra anglo-estadounidense de 1812 y enfrentó a naves de los Estados Unidos de América contra la Royal Navy el 28 de marzo de 1814.  
Tuvo lugar frente a las costas de la ciudad de Valparaíso, Chile, entre la fragata USS Essex y el balandro USS Essex Junior de la Armada de los Estados Unidos, bajo el mando del capitán David Porter, y la fragata HMS Phoebe y el balandro HMS Cherub de la Marina Real Británica, comandados por James Hillyar. Los barcos británicos ganaron la batalla, y los buques estadounidenses fueron capturados.

## Naves enfrentadas
Las naves enfrentadas fueron:
|             | HMS Phoebe                                                                             | USS Essex                                                |
| ----------- | -------------------------------------------------------------------------------------- | -------------------------------------------------------- |
| Eslora      | 142 pies 9 pulgadas (43,5 metros)                                                      |                                                          |
| Manga       | 38 pies 3 pulgadas (11,7 metros)                                                       | 37 pies 3 pulgadas (11,4 metros)                         |
| Tonelaje    | 926 8⁄94 toneladas                                                                     | 897 22⁄94 toneladas                                      |
| Tripulación | 264 hombres                                                                            | 260 hombres                                              |
| Armamento   | 26 cañones largos de 8 libras 10 carronadas de 32 libras 10 cañones largos de 9 libras | 40 carronadas de 32 libras 6 cañones largos de 12 libras |
| Peso total: | 454 libras (206 kg)                                                                    | 664 libras (301 kg)                                      |

|                 | HMS Cherub                                                                        | USS Essex Junior                                         |
| --------------- | --------------------------------------------------------------------------------- | -------------------------------------------------------- |
| Eslora(gundeck) | 108 pies 4 pulgadas (33 metros)                                                   | ¿?                                                       |
| Manga           | 29 pies 7 pulgadas (9 metros)                                                     | ¿?                                                       |
| Tonelaje        | 423 79⁄94 toneladas                                                               | 378 toneladas                                            |
| Tripulación     | 121 hombres                                                                       | 60 hombres                                               |
| Armamento       | 16 carronadas de 32 libras 8 carronadas de 12 libras 2 cañones largos de 6 libras | 10 carronadas de 18 libras 10 cañones largos de 6 libras |
| Peso total:     | 304 libras (138 kg)                                                               | 120 libras (54 kg)                                       |

El resultado de la batalla fue la captura de ambas naves estadounidenses.